# Bí mật kinh doanh
Bí mật kinh doanh là những thông tin bất kỳ có được từ quá trình hoạt động kinh doanh, đầu tư tài chính, trí tuệ, chưa được bộc lộ và có khả năng sử dụng trong kinh doanh. Những thông tin này được giữ kín, không tiết lộ trong cộng đồng, giúp cho chủ sở hữu tạo ra lợi ích kinh tế khi thông tin được giữ bí mật.

## Một số loại thông tin
Bất kỳ một thông tin nào cũng có thể trở thành bí mật kinh doanh. Nó có thể bao gồm thông tin liên quan đến công thức pha chế, mẫu hàng, thiết bị hoặc tập hợp nhiều thông tin khác nhau được sử dụng trong một thời gian nhất định của một doanh nghiệp. Thông thường, nó là những thông tin kỹ thuật dùng trong quá trình sản xuất.  Ngoài ra, nó còn bao gồm những thông tin liên quan đến chiến lược kinh doanh, phương pháp lưu trữ tài liệu, quy trình, quản lý kinh doanh, phần mềm dùng cho các hoạt động kinh doanh....

## Một số bí mật kinh doanh
- Công thức pha chế Coca-cola. Đây là "bí mật kinh doanh được giữ gìn cẩn trọng. Tài liệu dạng giấy mô tả công thức bí mật được giữ trong kho bảo đảm tại Ngân hàng Tín thác ở Atlanta, và kho này chỉ có thể được mở khi có một Nghị quyết của Ban Giám đốc Công ty. Bất cứ thời điểm nào cũng chỉ có hai người trong Công ty biết được công thức này và danh tính của hai người này không được công bố; hai người này không được phép bay trên cùng một chuyến bay.[3]